# 1984년 동계 올림픽 캐나다 선수단
캐나다는 유고슬라비아 사라예보에서 열린 1984년 동계 올림픽에 참가했다.

## 메달리스트

### 금메달
- 게이탄 보우셔 — 스피드 스케이팅, 남자 1000m
- 게이탄 보우셔 — 스피드 스케이팅, 남자 1500m

### 은메달
- 브라이언 오서 — 피겨 스케이팅, 남자 싱글

### 동메달
- 게이탄 보우셔 — 스피드 스케이팅, 남자 500m

## 아이스하키

### 남자부
팀 로스터(엔트리)
- 대런 엘리오트
- 마리오 고셀린
- 워렌 앤더슨
- 로빈 바텔
- J. J. 데이그널트
- 브루스 드라이버
- 더그 리스터
- 제임스 패트릭
- 크레이크 레드몬드
- 러스 코트널
- 케빈 다이닌
- 데이브 도넬리
- 패트 플래틀리
- 데이브 게그너
- 버흔 카펜
- 대런 로우
- 커크 뮐러
- 데이브 티펫
- 카레이 윌슨
- 댄 우드
- 수석 코치: 데이브 킹

## 스피드 스케이팅
- 게이탄 보우셔
- 실비에 데이글
- 나탈리에 그레이너
- 베노이트 라마르체
- 진 피셰트
- 잭퀘스 티볼트
- 다니엘 터코트

## 참조
- 올림픽 공식 리포트보관됨 2011-11-26 - 웨이백 머신 (PDF 파일)